# Средний Васюган
Средний Васюган — село в Каргасокском районе Томской области, административный центр Средневасюганского сельского поселения.

## География
Село расположено в 220 км от Каргаска, на левом берегу реки Васюган (левый приток Оби), в районе впадения в него реки Варинъёган.

### Климат
Климат умеренный континентальный. Зима морозная и длительная. Лето тёплое, но короткое.
- Среднегодовая относительная влажность воздуха — 75 %. Среднемесячная влажность — от 62 % в мае до 83 % в ноябре.
- Среднегодовая скорость ветра — 2,5 м/с. Среднемесячная скорость — от 1,9 м/с в июле до 2,9 м/с в апреле, мае и ноябре[2].

| Показатель                                                                                 | Янв.  | Фев.  | Март  | Апр.  | Май   | Июнь | Июль | Авг. | Сен.  | Окт.  | Нояб. | Дек.  | Год   |
| ------------------------------------------------------------------------------------------ | ----- | ----- | ----- | ----- | ----- | ---- | ---- | ---- | ----- | ----- | ----- | ----- | ----- |
| Абсолютный максимум, °C                                                                    | 3,3   | 7,3   | 14,9  | 26,4  | 35,0  | 35,6 | 37,0 | 34,3 | 30,2  | 23,4  | 8,9   | 4,1   | 37,0  |
| Средний суточный максимум, °C                                                              | −14,6 | −11,3 | −1,3  | 6,0   | 15,1  | 22,1 | 24,9 | 21,1 | 13,3  | 4,5   | −6,7  | −12,8 | 5,0   |
| Средняя температура, °C                                                                    | −18,9 | −16,6 | −7,7  | −0,3  | 8,3   | 15,6 | 18,5 | 14,8 | 8,0   | 0,7   | −10,3 | −17   | −0,4  |
| Средний суточный минимум, °C                                                               | −22,9 | −21   | −13   | −5,3  | 3,1   | 10,3 | 13,0 | 10,1 | 4,2   | −2,1  | −13,6 | −20,9 | −4,8  |
| Абсолютный минимум, °C                                                                     | −51,5 | −50   | −44,2 | −34,1 | −16,4 | −3,6 | 2,2  | −2,8 | −11,4 | −31,8 | −46,8 | −50   | −51,5 |
| Норма осадков, мм                                                                          | 28    | 19    | 22    | 31    | 56    | 61   | 72   | 75   | 57    | 44    | 41    | 36    | 541   |
| Источник: Климат Среднего Васюгана. www.pogodaiklimat.ru. Дата обращения: 24 августа 2022. |       |       |       |       |       |      |      |      |       |       |       |       |       |

## История
Впервые упоминается около 1650 года. На карте Сибири 1696-98 гг. Семена Ремезова (Государственный Эрмитаж) обозначен как Юрты Васюганские.
Название менялось: Васюганские юрты, Церковные юрты, Васюган, Средний Васюган.

## Население
| 2002 | 2010  | 2012  | 2013  | 2014  | 2015  | 2021 |
| ---- | ----- | ----- | ----- | ----- | ----- | ---- |
| 2206 | ↘1700 | ↘1622 | ↘1534 | ↘1466 | ↘1395 | ↘914 |

## Инфраструктура
Улицы: Аэропорт, Береговая, Гагарина, Колхозная, Кооперативная, Космическая, Лапина, Ленина, Лесная, Молодёжная, Нефтяников, Озёрная, Политехническая, Рабочая, Садовая, Совхозная, Тополиная, Трудовая, Университетская, Чернова, Школьная. Переулки: Аэропорт, Береговой, Болотный, Колхозный, Рабочий.
Общеобразовательная школа, детский сад, дом культуры, библиотека.

## Транспорт
Пристань, аэропорт. Через село проходит зимник Каргасок — Мыльджино — Средний Васюган — Новый Тевриз — Катыльга.